# Music for the Native Americans
Music for the Native Americans è il terzo album discografico in studio da solista del cantante canadese Robbie Robertson, interpretato col gruppo Red Road Ensemble e pubblicato nel 1994. Si tratta della colonna sonora del documentario televisivo The Native Americans.

## Tracce
1. Coyote Dance (Dave Pickell, Jim Wilson) - (4:07)
2. Mahk Jchi (Heartbeat Drum Song) (Pura Fé) - Ulali (4:17)
3. Ghost Dance (Robertson, Jim Wilson) - (5:12)
4. The Vanishing Breed (Robertson, Douglas Spotted Eagle) - (4:39)
5. It Is a Good Day to Die (Robertson) - (5:46)
6. Golden Feather (Robertson) - (5:22)
7. Akua Tuta (Claude McKenzie, Florent Vollant) - Kashtin (4:51)
8. Words of Fire, Deeds of Blood (Robertson) - (4:52)
9. Cherokee Morning Song - Rita Coolidge - (2:58)
10. Skinwalker (Robertson, Patrick Leonard) - (5:56)
11. Ancestor Song (tradizionale) - Ulali (2:54)
12. Twisted Hair (Jim Wilson) - Robbie Robertson & Bonnie Jo Hunt (3:23)